# 잠실동
잠실동(蠶室洞)은 송파구의 법정동 및 행정동으로, 잠실본동, 잠실2동, 잠실3동, 잠실7동의 법정동은 잠실동에 해당하고, 잠실4동과 잠실6동의 법정동은 신천동이다.

## 역사
이곳은 조선 세종 때 백성들에게 양잠을 장려하기 위하여 국립양잠소인 잠실도회가 설치되었다. 지금의 서대문구 연희동 쪽에 있던 서잠실과 함께 설치한 동잠실로서 잠실마다 실을 뽑아서 승정원에게 바치게 하고 그 정교함과 수량에 따라 상을 주거나 벌을 내리기도 하였던 곳이다. 그때 붙여진 이름이 잠실(蠶室)이라는 지명이다.
서초구 잠원동의 잠실은 송파구 잠실보다 늦게 생겼으므로 '신잠실'이라고도 불렀다. 이후에 이곳과 혼동되지 않도록 잠실리의 '잠(蠶)'자와 인근 신동면(新東面) 신원리(新院里)의 '원(院)'자를 따서 지금의 '잠원동(蠶院洞)'으로 바꿨다고 한다.
이곳은 대체로 조선 시대에는 경기도 양주군 고양주면에 속해 있다가, 일제강점기인 1914년 조선총독부령 제111호에 의거하여 경기도 내 각 면의 명칭과 구역을 새로 정함에 따라 이 지역은 경기도 고양군 독도면에 편입되어 잠실리가 되었다.
광복 후 1949년 대통령령 제159호에 의해 서울특별시가 확장됨에 따라 고양군 독도면 전부가 서울시에 편입됨으로써, 이 지역은 성동구에 속하게 되고 잠실리에서 잠실동으로 불리게 되었다.
1971년 국토 개발 장기 계획의 일환으로 시행된 한강개발사업에 의해 이곳의 지형은 대대적으로 변형되는데 남쪽으로 굽어돌던 송파강이 메워지고 잠실섬에 약 2.5 km2의 새로운 부지가 조성되었다. 대신 잠실 북쪽에 있던 신천강을 넓고 깊게 준설하여 새로이 한강의 물길을 내었다. 이렇게 한강개발사업을 통해 한강의 범람으로 수해가 빈번했던 신천강을 본류로 삼고, 기존의 한강 본류(송파강)를 메웠다. 다만, 송파강의 일부는 메우지 않아 석촌호수로 남아 있다.
다만, 현재 법정동 잠실동에 편입된 부리도는 원래 언주면 삼성리 관할 이었고 신천동의 동부 일부(잠실 파크리오 일부, 잠실진주아파트 대부분)는 광주군 관할이었으며, 원래 부리도와 달리 지명으로서의 잠실에 원래는 속하지 않았다.
이로써 잠실동은 신천동과 함께 한강의 남쪽 지역으로 연륙(連陸)되었고, 강남지역의 개발과 인구증가에 따라 1975년 대통령령 제7816호에 의해 성동구로부터 강남구가 분리 신설됨으로써 잠시 강남구에 속하기도 하였다. 70년대 말부터 아파트와 잠실 종합운동장이 들어서는 등의 변화를 거쳤으며, 행정구역도 강남구에서 강동구를 거쳐 송파구에 속하게 되었다.

### 연혁
- 조선후기 경기도 양주군 고양주면 잠실리
- 1914. 3.1 경기도 고양군 뚝도면 잠실리
- 1949. 8.13 서울특별시 성동구 편입
- 1950. 3.15 잠실리에서 잠실동으로 명칭 변경
- 1973. 7.1 자양동에서 분동
- 1975. 10.1 성동구에서 분리 강남구 편입
- 1979. 10.1 강남구에서 분리 강동구 편입
- 1983. 12.1 잠실본동이 잠실제1동에서 분동
- 1988. 1.1 강동구에서 분리 송파구 편입[1]
- 1988. 12.20. 잠실본동 민원분소 설치
- 1989. 9.1 민원분소 담당 지역을 잠실7동으로 승격, 잠실본동에서 분동
- 2008. 6.30 잠실1동과 2동이 잠실2동으로, 잠실3동과 5동이 잠실3동으로 합동[2]

## 전해오는 이야기
이곳에는 세종 때부터 성종 때까지 부근에 뽕나무를 심고 누에를 길렀다. 그런데 잠실의 누에치는 사람들이 모두 여자였으므로 이곳의 감독관은 궁궐의 환관, 즉 내시를 보내서 누에고치의 생산 실적을 점검하게 하였다.
애초에 이 지역은 강북 즉, 행정구역상 양주군 뚝도면(지금의 뚝섬)에 속하였으나 물의 범람으로 섬이 생겨 나게 되었다. 토사가 쌓이면서 제법 섬의 형태를 갖추었고 큰 섬으로 변하게 되었다. 원래 한강은 송파에 접어들면서 신천강(새내)과 송파강(남쪽)으로 갈라져 큰 섬인 잠실섬(360만평)과 그 서남쪽의 작은 부리섬(30만평 정도)을 만들었고, 잠실 왼쪽에는 무동도라는 또다른 작은 섬이 한강 흐름의 변화에 따라 생겼다가 사라지곤 했다. 부렴마을이 있던 부리섬은 비가 오지 않을 때는 잠실과 백사장으로 연결됐다.
예전의 한강은 광진교를 지나 남북으로 갈라져 흘렀다. 남쪽의 물길(송파강)은 현재의 석촌호수와 지하철 2호선 잠실새내역 남쪽을 거쳐 잠실종합운동장 자리에서 탄천과 합쳤다. 북쪽 물길(신천강)은 현재 한강과 비슷한데, 너비는 절반 이하로 좁았다. 잠실·부리섬이 육지로 된 건 한강 공유수면 매립 사업 때문이었다.
1971년 남쪽으로 굽어돌던 송파강을 메워 잠실섬을 75만평의 육지로 만들었다. 잠실 북쪽은 물속으로 가라앉혀 신천강의 너비를 넓힘으로써 지금의 지형을 만들었다. 이 사업 뒤 1973년 박정희 대통령의 지시에 따라 주변 터와 합친 340만평에 잠실아파트단지와 잠실종합운동장을 만드는 잠실지구 종합 개발계획 사업이 추진돼 새로운 개발지로 변했다.

## 교통
- ● 서울 지하철 2호선
  - 잠실역 - 잠실새내역 - 종합운동장역
- ● 수도권 전철 8호선
  - 잠실역
- ● 서울 지하철 9호선
  - 삼전역

## 주요 시설
- 잠실 종합운동장
- 롯데월드
- 롯데월드타워
- 송파구청

## 교육
- 강동송파교육지원청

## 공공도서관
| 도서관명 (독서시설)      | 위 치                         | 이용료 |
| ------------------------ | ----------------------------- | ------ |
| 송파어린이도서관         | 올림픽로 105 (잠실2동 19-6)   | 무료   |
| 소나무언덕2호도서관      | 석촌호수로 155 (잠실3동 44-4) | 무료   |
| 소나무언덕잠실본동도서관 | 탄천동로 211 (잠실본동 306)   | 무료   |

## 갤러리

석촌 롯데월드 테마파크
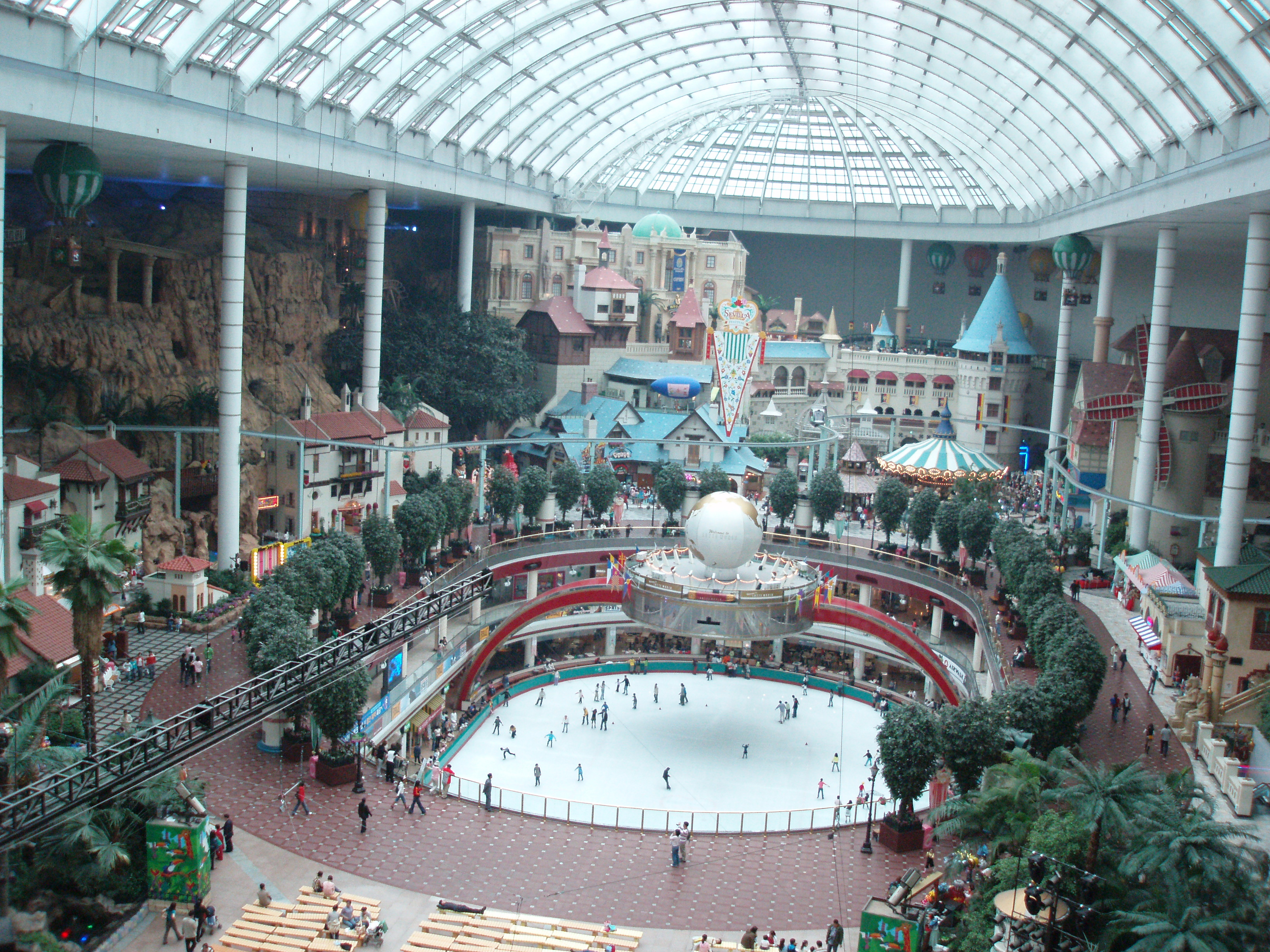
서울 잠실동에 위치한 롯데월드
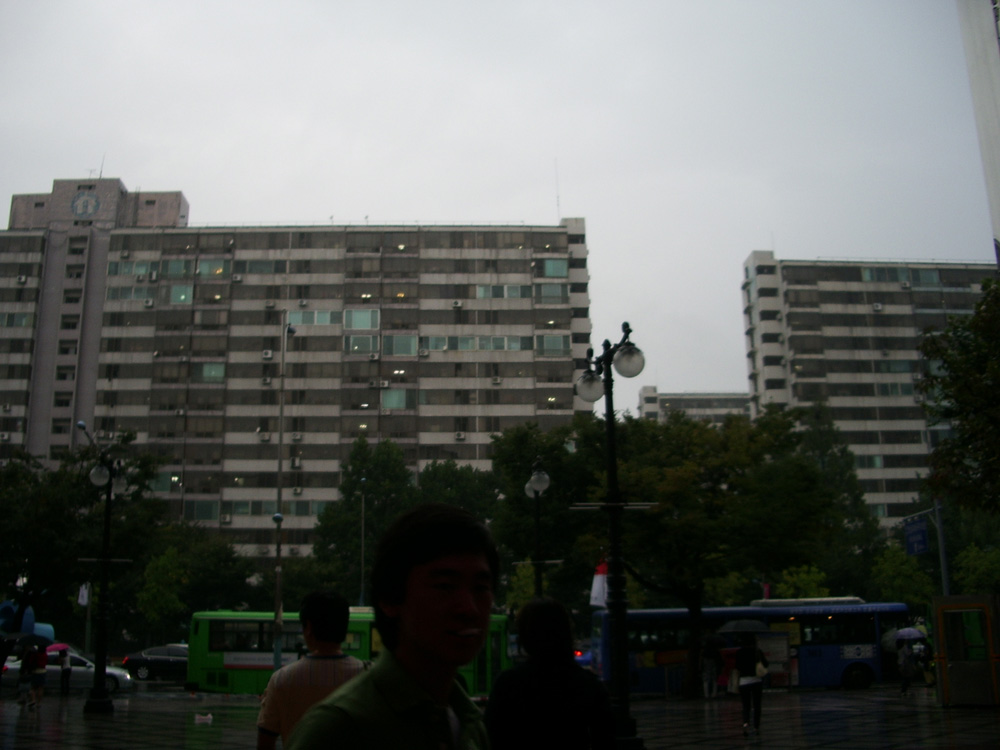
잠실주공아파트 5단지 전경
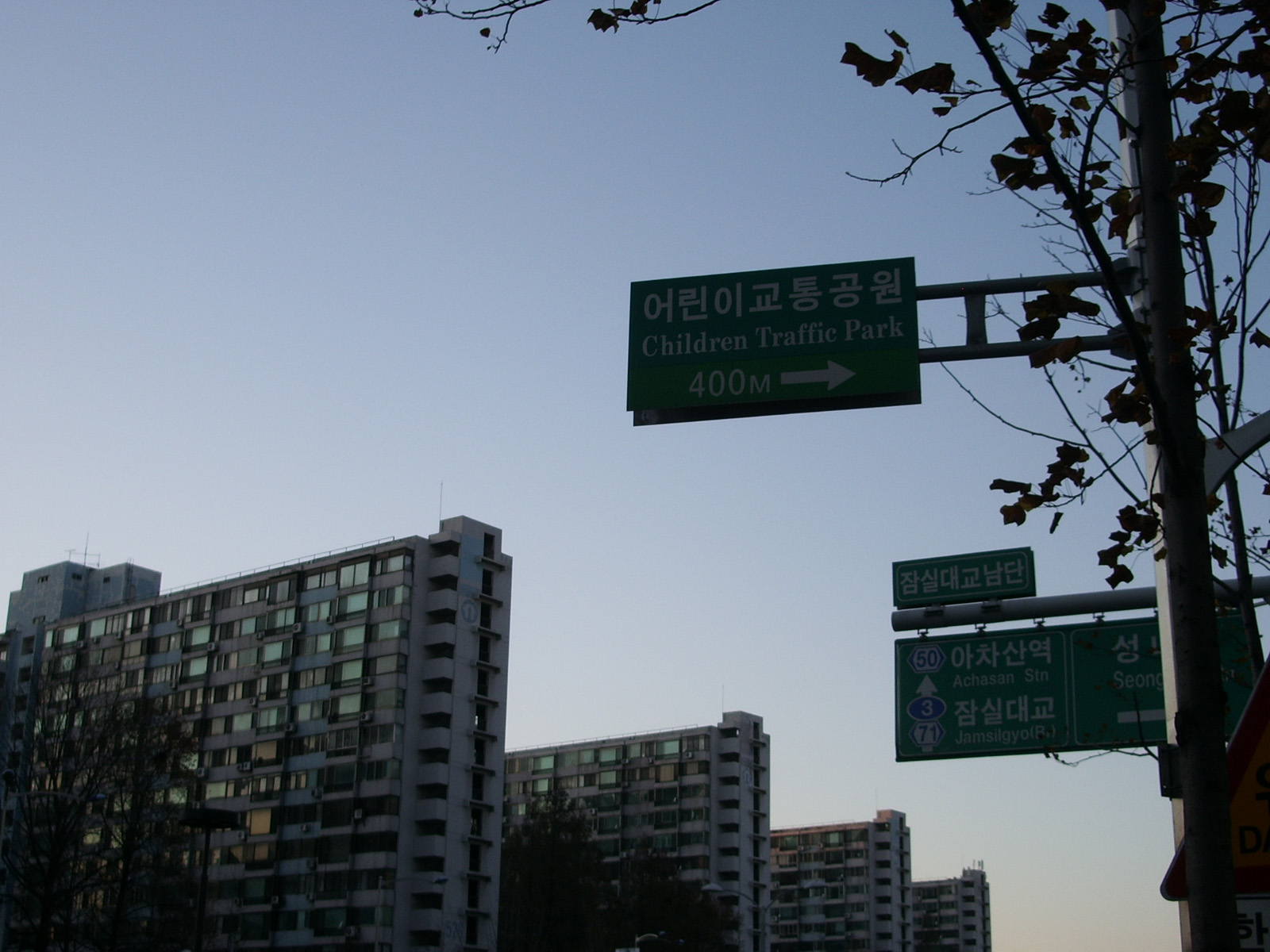
잠실주공아파트 5단지의 석양
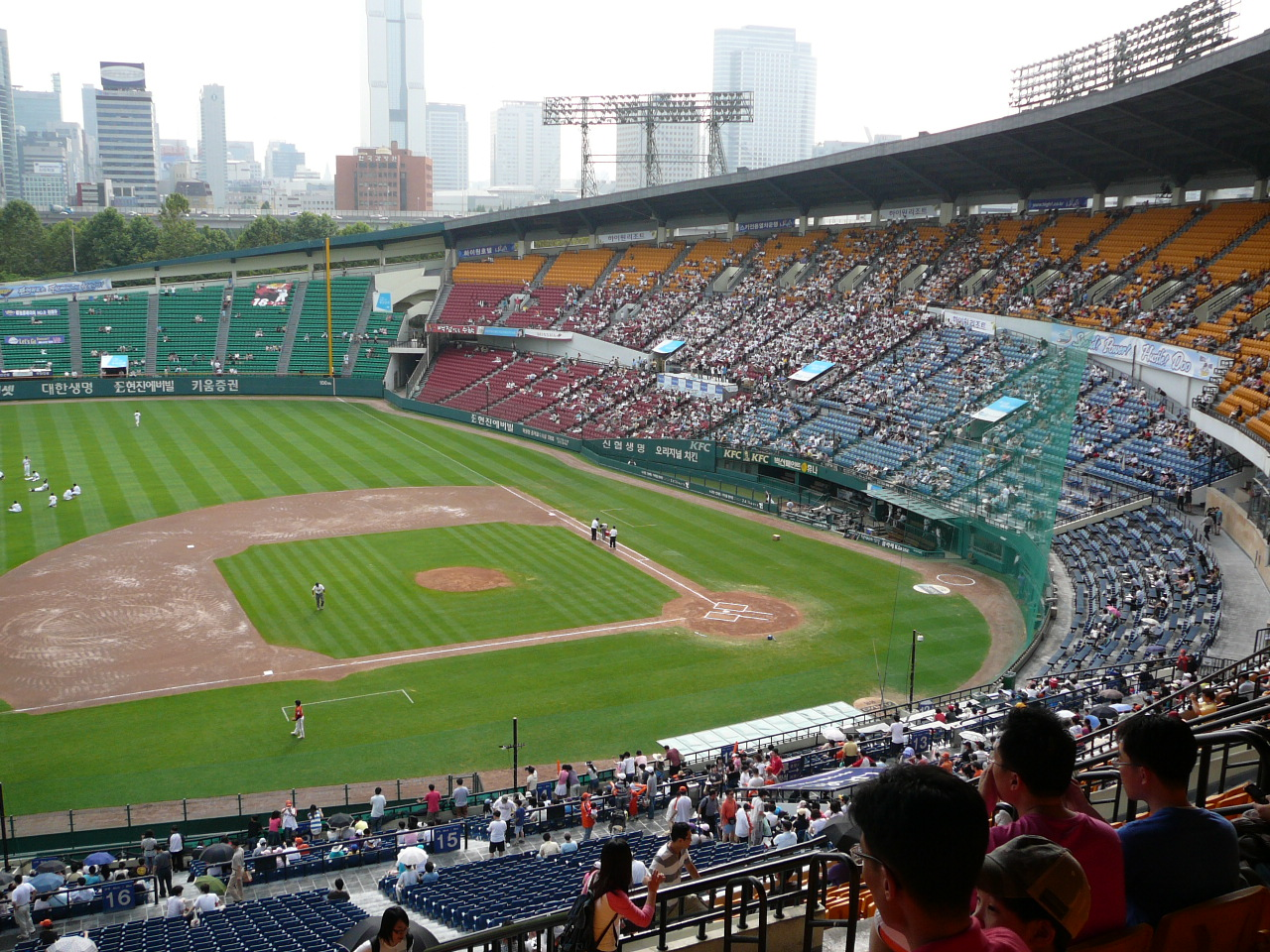
잠실종합운동장 야구장 관중석에서 바라본 야구 시합 장면
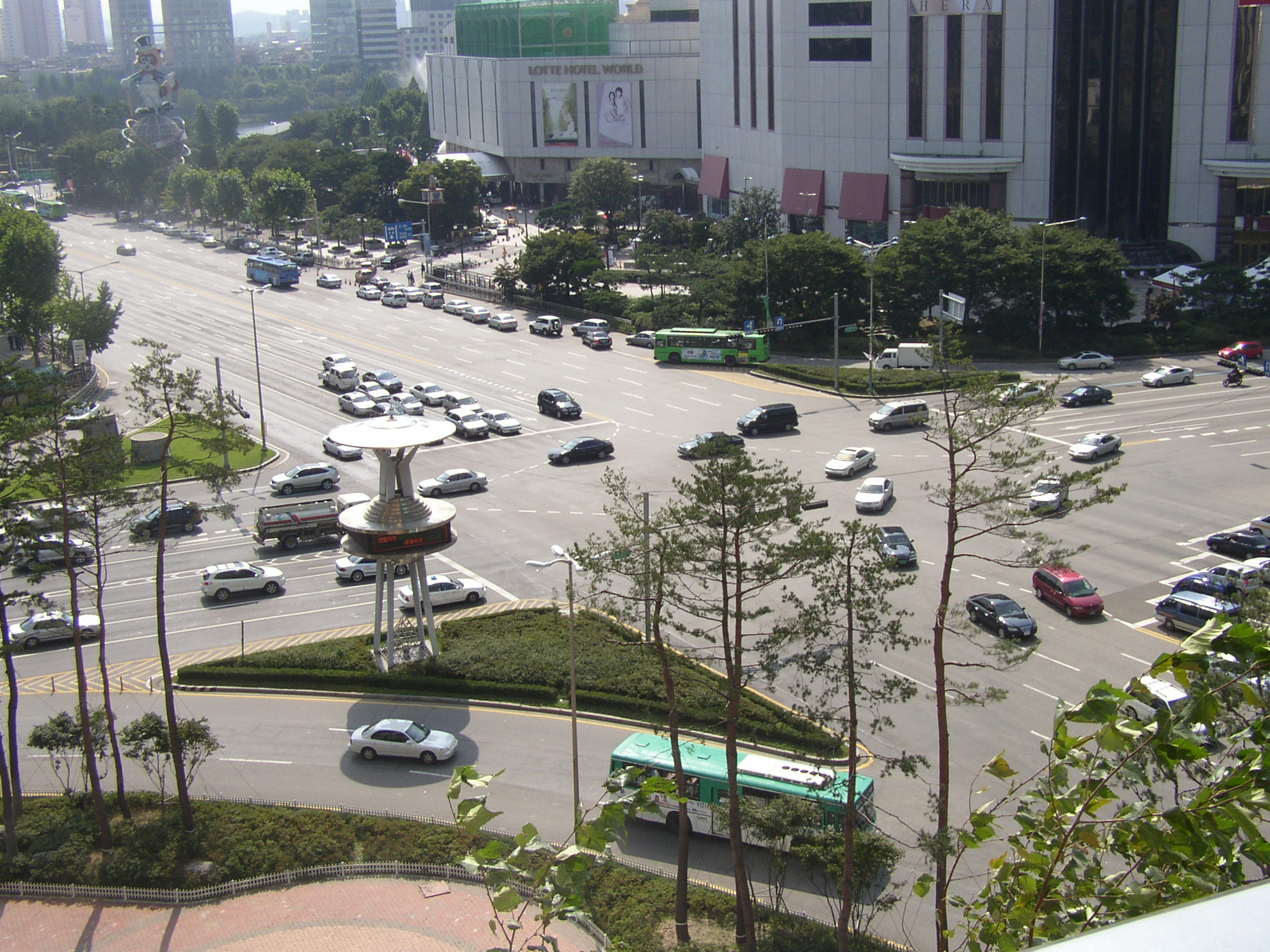
잠실역 사거리 전경
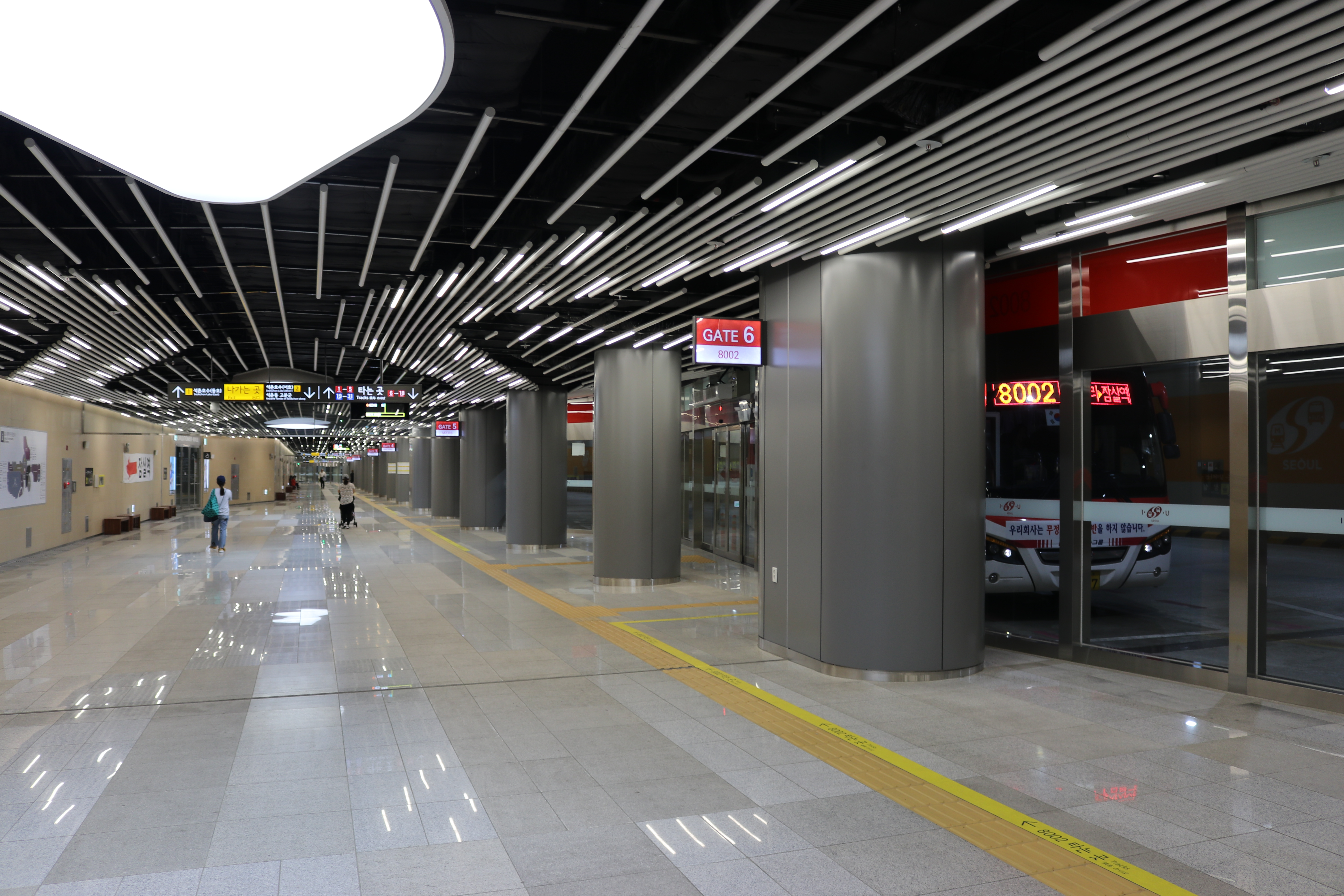
잠실역 환승센터

## 같이 보기
- 신천동
- 송파구
- 잠실섬
- 탄천
- 뚝섬

## 관련 인물
- - 개리